# 拉傑·戴維斯
拉傑·拉維·戴維斯（英語：Rajai Lavae Davis，1980年10月19日—），為美國職棒大聯盟的外野手。生涯曾效力過海盜、巨人、運動家、藍鳥、老虎、印地安人、紅襪與大都會等隊。目前他在大聯盟的營運部門工作。
在2004年以前，戴維斯是一名左右開弓的打者。不過之後成為專職右打。

## 職業生涯
戴維斯在2001年的大聯盟選秀第38輪才被海盜隊選中。他在小聯盟待了6個球季，打擊率3成05，251次盜壘成功，還入選過3次小聯盟的明星賽。

### 匹茲堡海盜
2006年8月14日，戴維斯登上大聯盟。他在2天後達成大聯盟生涯首次盜壘成功，不過大聯盟首安卻到了8月29日才擊出。該年他幾乎都是擔任代打，只有一次的上場守備經驗。

### 舊金山巨人
2007年7月31日，戴維斯和投手Stephen MacFarland被交易至巨人隊，換來麥特·莫里斯。他在球隊偶爾會擔任先發，他會和另外兩個外野手戴夫·羅伯斯和貝瑞·邦茲輪流上場守備。
8月17日，戴維斯擊出大聯盟生涯首轟。該年他以22次盜壘成功排名國聯新秀第二，僅次於克里斯·揚的27次，不過他的打數在當年比戴維斯多出3倍之多。

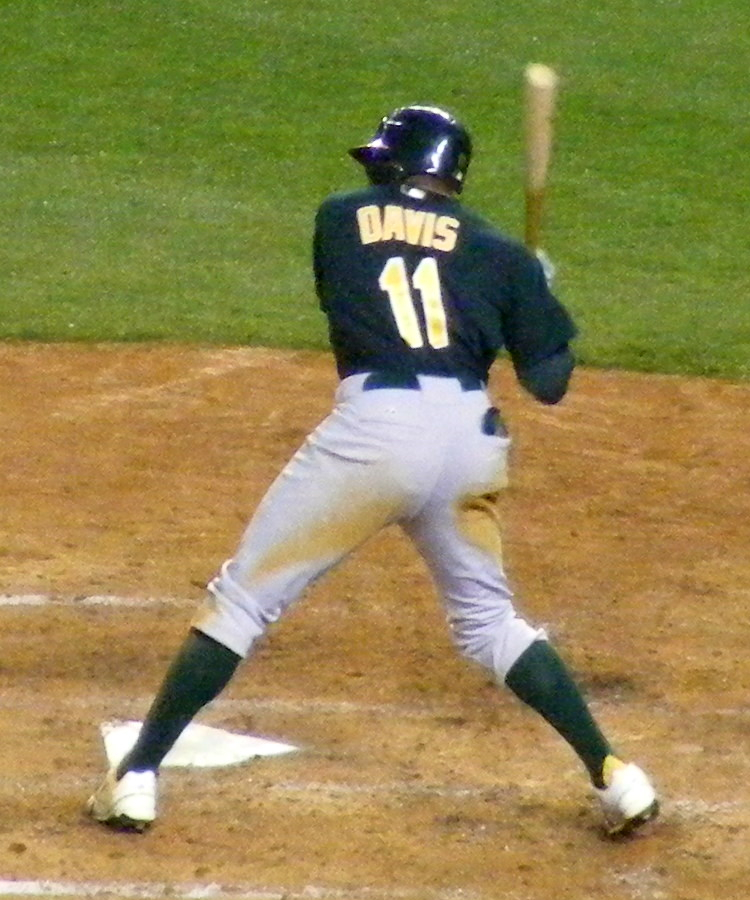
2009年在運動家的戴維斯

### 奧克蘭運動家
2008年4月23日，戴維斯被運動家隊從讓渡名單中選走。該年他達成單季25次盜壘成功。2009年，他出賽125場，打擊率3成05，41次盜壘成功。2010年，他的打擊率為2成84，52分打點，以及50次盜壘成功。後來因為可可·克里斯普的回歸，戴維斯從中外野移防左右外野。

### 多倫多藍鳥
2010年球季結束，運動家從皇家隊交易來外野手David DeJesus，因此球隊在2010年11月17日將戴維斯交易至藍鳥隊，換來Trystan Magnuson和Danny Farquhar。2011年8月14日，戴維斯在一次跑壘中造成他腿後肌撕裂傷。受傷前他單季34次盜壘成功排名美聯第三。
2012年5月18日，戴維斯達成個人首次單場雙響砲。7月30日達成個人首次首局首打席全壘打。8月12日，他達成個人單場新高的5分打點。該年他單季46次盜壘成功，在美聯僅次於麥可·楚奧特的49次。
2013年5月11日，戴維斯因為左斜肌緊繃而進入傷兵名單，他在6月4日傷癒回歸。7月28日，他達成單場4次盜壘成功，與Damaso Garcia、Dave Collins、Roberto Alomar和Otis Nixon並列隊史最多。

### 底特律老虎
2013年12月11日，戴維斯與老虎隊簽下2年1,000萬美元的合約。2014年6月30日，他在球隊落後3分的情況下於第9局擊出再見滿貫砲，這也是他生涯第一支再見全壘打。
2014年8月30日，戴維斯達成生涯300盜。當時他成為現役第2位在3支不同球隊都完成單季30盜的選手。該年他出賽134場，打擊率2成82，36次盜壘成功。2015年他僅出賽112場，不過他單季擊出11支三壘安打為生涯新高。

### 克里夫蘭印地安人
2015年12月17日，他與印地安人簽下1年525萬美元的合約。
2016年7月2日，戴維斯達成完全打擊。而他剛好是以全壘打、三壘安打、二壘安打及一壘安打的順序完成。
2016年11月2日，剛好是2016年世界大賽的第7場比賽，戴維斯在第8局面對小熊隊終結者阿羅魯迪斯·查普曼擊出追平比分的2分砲。不過印地安人最終在延長賽輸球，戴維斯無緣拿下生涯首冠。

### 重回運動家
2017年1月，他與運動家簽下1年的合約。該年他出賽100場，打擊率2成33，5轟18分打點，26次盜壘成功。

### 波士頓紅襪
2017年8月23日，紅襪用小聯盟球員Rafael Rincones向運動家交易戴維斯。他在紅襪只有36個打數，打擊率2成50。

### 重回印地安人
2018年2月17日，他與印地安人簽下小聯盟合約。3月29日，球隊買下他的合約。該年他打擊率2成24。

### 紐約大都會
2018年12月17日，他與大都會簽下小聯盟合約。5月22日，當時在3A的戴維斯正要去進行打擊練習時，突然被大都會總教練通知要升上大聯盟。他從3A球場搭了2個小時的Uber到花旗球場，並於第8局上場代打。而他擊出了致勝3分砲，幫助球隊贏得勝利。5月26日，戴維斯遭到球隊指定轉讓。他選擇被下放至小聯盟。8月20日，球隊再度買斷他的合約，戴維斯又重返大聯盟。9月14日，賈寇伯·迪格隆與柳賢振上演投手戰。不過戴維斯在第八局擊出清壘的二壘安打，幫助大都會拿下勝利。該年他在大聯盟25個打席，打擊率剛好2成，並有一支全壘打。

### 墨西哥聯盟
2020年2月13日，戴維斯與墨西哥聯盟的蒙克洛瓦鐵人簽約。2020年，由於小聯盟受到疫情影響全面取消，戴維斯也在9月1日被球隊釋出。

## 外部連結
- 球員資訊和成績在MLB ，ESPN ，Retrosheet ，Baseball Reference ，Baseball Reference (Minors) ，Fangraphs ，The Baseball Cube （英文）
- 拉傑·戴維斯的X（前Twitter）

| 成就                 | 成就                  | 成就             |
| -------------------- | --------------------- | ---------------- |
| 前任： 弗萊迪·弗里曼 | 完全打擊 2016年7月2日 | 繼任： John Jaso |